# Новопокровский поселковый совет (Харьковская область)
Новопокровский поселковый совет — входит в состав Чугуевского района Харьковской области Украины.
Административный центр поселкового совета находится в пгт Новопокровка.

## История
- 1938 — дата преобразования Ново-Покровского сельского Совета депутатов трудящихся в составе Чугуевского района Харьковской области Украинской Советской Советской Социалистической Республики в поселковый совет, одновременно с присовоением статуса посёлок.
- После 17 июля 2020 — в рамках административно-территориальной «реформы» по новому делению Харьковской области[2][3] поссовет был ликвидирован; входящие в него населённые пункты и его территории были присоединены к … территориальной общине (укр. громаде) того же Чугуевского района.

## Населённые пункты совета
- пгт Новопокровка
- посёлок Раздольное